# Campionat d'Espanya de motocròs 1979
La temporada de 1979 del Campionat d'Espanya de motocròs fou la 21a edició d'aquest campionat, organitzat per la Reial Federació Motociclista Espanyola. El calendari oficial constava de 8 proves puntuables. Tres de les proves programades es disputaren als Països Catalans: Motocròs d'Esplugues (1 d'abril), Motocròs d'Eivissa (al circuit de Cap Martinet) i Motocròs d'Olot.

## Classificació final
| Posició | Pilot              | Motocicleta | Punts |
| ------- | ------------------ | ----------- | ----- |
| 1       | Toni Elías         | Bultaco     | 182   |
| 2       | Fernando Muñoz     | Montesa     | 172   |
| 3       | Toni Arcarons      | Montesa     | 149   |
| 4       | Juan José Barragán | Montesa     | 109   |
| 5       | Albert Ribó        | Montesa     | 77    |
| 6       | José Luis Mendoza  | Montesa     | 72    |
| 7       | Jordi Elías        | Bultaco     | 61    |
| 8       | Simeón Martín      | Montesa     | 43    |
| 9       | Joan Cros          | Montesa     | 39    |
| 10      | Domingo Illa       | Montesa     | 31    |

## Categories inferiors

### Trofeu Sènior 250cc
| Posició | Pilot           | Motocicleta | Punts |
| ------- | --------------- | ----------- | ----- |
| 1       | Oriol Pons      | Montesa     | 30    |
| 2       | Manuel Coronil  | ?           | 25    |
| 3       | Enrique del Rey | ?           | 24    |

### Copa Júnior 250cc
| Posició | Pilot               | Motocicleta | Punts |
| ------- | ------------------- | ----------- | ----- |
| 1       | Juan Ignacio García | ?           | 30    |
| 2       | Jesús Barragán      | ?           | 25    |
| 3       | Joan Clop           | Montesa     | 24    |

### Copa Júnior 75cc
| Posició | Pilot           | Motocicleta | Punts |
| ------- | --------------- | ----------- | ----- |
| 1       | Francisco Ruiz  | ?           | 30    |
| 2       | Luis López      | ?           | 24    |
| 3       | Javier Villegas | ?           | 20    |